# Fluazinam
Fluazinam is een fungicide uit de groep van de pyridines. Fluazinam is door de Europese Commissie opgenomen in de EU-lijst van toegelaten gewasbeschermingsmiddelen (richtlijn 2008/108/EG van 26 november 2008). In België is het toegelaten bij de teelt van aardappelen, uien en sjalot en sierplanten. Het is werkzaam tegen aardappelziekte, blad- en tak-Phytophthora, en witvlekkenziekte (Sclerotinia squamosa - Botrytis squamosa) bij ui en sjalot. Het beschermt de knollen, en blijkt geen resistentievorming te veroorzaken. Het mag tot 10 maal per seizoen toegediend worden. In de Verenigde Staten wordt het ook gebruikt bij de teelt van pindanoten.
In België erkende middelen met fluazinam zijn:
- Boyano                            (Hermoo)
- Inter Fluazinam 500 SC   (Iticon)
- Ohayo                             (ISK Biosciences Europe)
- Shirlan                             (Syngenta)

Een vergelijkbaar fungicide is mancozeb.

## Toxicologie en veiligheid
Fluazinam is niet opgenomen in de Europese lijst van gevaarlijke stoffen in bijlage I van Richtlijn 67/548/EEG.
De stof heeft een relatief hoge bioconcentratiefactor – tot 1200 in vissen - en er is een potentieel voor bioaccumulatie in vissen. Om waterorganismen te beschermen, mag het in een welbepaalde bufferzone rond oppervlaktewater niet gesproeid worden.
De aanvaardbare dagelijkse inname (ADI) bedraagt 0,011 mg/kg/dag.
Fluazinam is een zogenaamde fluoride-pesticide en bevat PFAS.
PFAS kunnen bijvoorbeeld effect hebben op het immuunsysteem, op de voortplanting en ontwikkeling van het ongeboren kind. Ook kunnen PFAS een effect hebben op cholesterol in het bloed, effecten op de lever geven en nier- en testiskanker veroorzaken.. De stoffen kunnen verder schadelijk zijn voor de natuur. (RIVM)